# Gholam Ali Rashid
Gholam Ali Rashid (Dezful, 1953 – Teheran, 13 giugno 2025) è stato un generale iraniano.

## Biografia
Gholam Ali Rashid è nato nel 1953 a Dezful, nella provincia di Khuzestan. È nato in una famiglia religiosa tradizionalista ed ha frequentato le scuole primarie e secondarie a Dezful, per poi recarsi ad Ahvaz per completare il servizio pubblico. Ha prestato servizio militare nella 92ª Divisione corazzata di Ahvaz, ottenendo nel corso della sua carriera il titolo di generale. Nel 2016 è stato nominato comandante del Quartier generale di Khatam-al Anbiya dello stato maggiore generale delle forze armate dell'Iran.
È stato ucciso durante gli attacchi israeliani all'Iran il 13 giugno 2025 e gli è succeduto Ali Shadmani, ucciso però quattro giorni dopo in circostanze simili.

## Sanzioni
Nel novembre 2019, Rashid è stato aggiunto alla lista degli Specially Designated Nationals, ovvero un elenco formulato governo degli Stati Uniti che include individui, aziende e organizzazioni sanzionati con cui è vietato per i cittadini e le aziende statunitensi intrattenere rapporti economici o finanziari. Nell'aprile 2024, il Canada ha imposto sanzioni in coordinamento con i suoi partner del G7, tra cui Stati Uniti e Regno Unito, in risposta alle attività militari dell'Iran e a sostegno degli appelli alla de-escalation. Nell'ambito della legge sulle misure economiche speciali, il Canada ha preso di mira Rashid per il suo ruolo di leader nel quartier generale "Khatam-al Anbiya" e per il suo coinvolgimento nelle più ampie operazioni militari dell'Iran, tra qui la guerra combattuta contro l'Iraq. Inoltre, Rashid sarebbe stato sanzionato per il suo ruolo nell'orchestrare il primo attacco diretto dell'Iran con missili e droni contro Israele, condotto in coordinamento con le forze Houthi nello Yemen, Hezbollah in Libano e le milizie islamiste in Iraq.